# Louis Stoetzer
Louis Stoetzer (1er août 1842 à Römhild - 17 avril 1906 à Metz) est un général prussien, commandant et gouverneur de la place forte de Metz.

## Biographie
Louis Stoetzer s'engage comme volontaire en 1861 dans le 32e régiment d'infanterie. Il devient instructeur à l'école de guerre de Cassel, comme capitaine. De 1881 à 1891, il travaille à l'État major de sa division. En 1891, il est nommé commandant du 32e régiment d'infanterie  puis de la 31e brigade d'infanterie en 1894 à Trèves. En 1898, il est nommé commandant de la 30e division d'infanterie stationnée à Strasbourg. En mai 1901, il est nommé Gouverneur de la place forte de  Metz. En septembre 1901, Stoetzer prend le commandement du 8e corps d'armée. En janvier 1903, Stoetzer est promu  General der Infanterie. En mai 1903, prenant la succession de Gottlieb von Haeseler, le général Stoetzer est nommé commandant du 16e corps d'armée. Louis Stoetzer décède à Metz le 17 avril 1906.

## Sources
- Meyers Großes Konversations-Lexikon, vol. 19, Leipzig, 1909, p.73.